# Коронео (муниципалитет)
Коронео (исп. Coroneo) — муниципалитет в Мексике, штат Гуанахуато, с административным центром в одноимённом городе. Численность населения, по данным переписи 2010 года, составила 11 691 человек.

## Общие сведения
Название Coroneo с языка пурепеча можно перевести как «окружённое место», подразумевая расположение в долине, окружённой холмами.
Площадь муниципалитета равна 124 км², что составляет 0,4 % от общей площади штата. С северо-запада до юго-запада он граничит с другим муниципалитетами штата Гуанахуато — Херекуаро, а также граничит с другими штатами Мексики — на северо-востоке с Керетаро и на юго-востоке с Мичоаканом.

## Учреждение и состав
Муниципалитет был образован в 1879 году, в его состав входит 28 населённых пунктов, самые крупные из которых:
| Код INEGI | Населённый пункт                                                                     | Численность населения (2005 год) | Численность населения (2010 год) |
| --------- | ------------------------------------------------------------------------------------ | -------------------------------- | -------------------------------- |
| 010       | Всего                                                                                | 10972                            | 11691                            |
| 0001      | Коронео (исп. Coroneo) (административный центр)                                      | 3652                             | 4024                             |
| 0006      | Серро-Колорадо (исп. Cerro Colorado) 20°14′06″ с. ш. 100°21′16″ з. д.                | 863                              | 848                              |
| 0011      | Пьедра-Ларга (исп. Piedra Larga) 20°15′20″ с. ш. 100°20′10″ з. д.                    | 908                              | 834                              |
| 0021      | Эль-Саус-де-Себольетас (исп. El Sauz de Cebolletas) 20°15′41″ с. ш. 100°22′31″ з. д. | 636                              | 637                              |
| 0009      | Ла-Уэрта (исп. La Huerta) 20°11′09″ с. ш. 100°25′08″ з. д.                           | 464                              | 535                              |
| 0004      | Эль-Капулин (исп. El Capulín) 20°13′24″ с. ш. 100°21′51″ з. д.                       | 514                              | 528                              |

## Экономика
По статистическим данным 2000 года, работоспособное население занято по секторам экономики в следующих пропорциях: сельское хозяйство, скотоводство и рыбная ловля — 32,2 %, промышленность и строительство — 29,3 %, сфера обслуживания и туризма — 36 %, прочее — 2,5 %.

## Инфраструктура
По статистическим данным 2010 года, инфраструктура развита следующим образом:
- электрификация: 96,8 %;
- водоснабжение: 98,1 %;
- водоотведение: 82,4 %.

## Фотографии

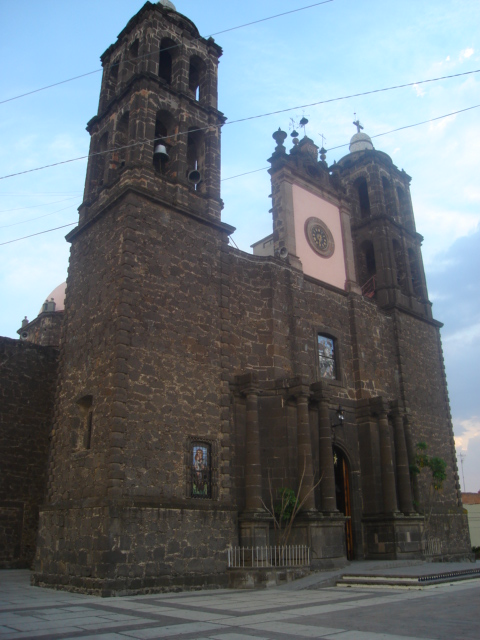
Церковь в Коронео
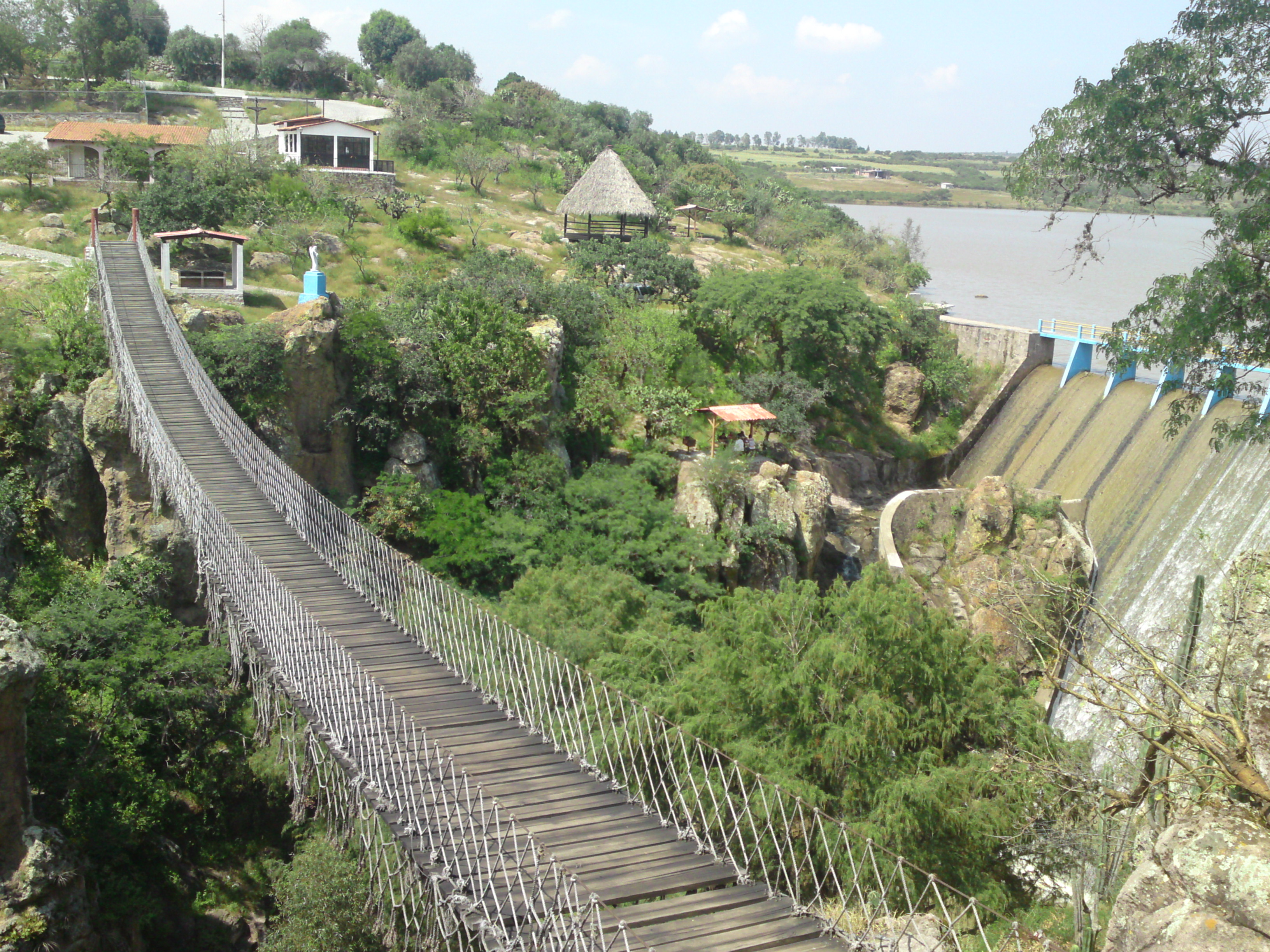
Мост у плотины Хогете